# Anjali Sivaraman
Anjali Sivaraman (Malayalam അഞ്ജലി ശിവരാമൻ; * 17. Oktober 1994 in Kerala) ist eine indische Schauspielerin und Model.

## Leben und Karriere
Sivaraman wurde am 17. Oktober 1994 in Kerala geboren. Sie ist die Tochter der Sängerin Chitra Iyer. Ihre Karriere begann sie mit Auftritten in Fernsehwerbespots. Ihr Debüt gab sie 2018 in der Serie PM Selfiewallie. Anschließend spielte sie 2022 die Rolle der Anuja Dixit im Netflix-Film Cobalt Blue. 2023 übernahm sie die Hauptrolle in der Serie Class.
Neben ihrer Schauspielkarriere arbeitet sie auch als Model.

## Filmografie
- 2018: PM Selfiewallie (Fernsehserie)
- 2022: Cobalt Blue
- 2023: Class (Fernsehserie)